# Bóltfelagið 1936 2012
Questa voce raccoglie le informazioni riguardanti il Bóltfelagið 1936 nelle competizioni ufficiali della stagione 2012.

## Rosa
| N. |                      | Ruolo | Calciatore           |
| -- | -------------------- | ----- | -------------------- |
| 1  | Fær Øer (bandiera)   | P     | Jákup Højgaard       |
| 3  | Fær Øer (bandiera)   | D     | Símun Joensen        |
| 4  | Danimarca (bandiera) | D     | Jonas Rasmussen      |
| 5  | Fær Øer (bandiera)   | D     | Odmar Færø           |
| 6  | Fær Øer (bandiera)   | A     | Jákup Toftum Joensen |
| 7  | Fær Øer (bandiera)   | C     | Súni Olsen           |
| 8  | Fær Øer (bandiera)   | D     | Atli Danielsen       |
| 9  | Fær Øer (bandiera)   | A     | Jákup á Borg         |
| 10 | Fær Øer (bandiera)   | C     | Róaldur Jacobsen     |
| 11 | Polonia (bandiera)   | A     | Łukasz Cieślewicz    |
| 13 | Fær Øer (bandiera)   | A     | Símun Hansen         |
| 14 | Fær Øer (bandiera)   | C     | Heini í Skorini      |

| N. |                    | Ruolo | Calciatore               |
| -- | ------------------ | ----- | ------------------------ |
| 15 | Fær Øer (bandiera) | C     | Niels Joensen            |
| 16 | Fær Øer (bandiera) | P     | Meinhardt Joensen        |
| 17 | Fær Øer (bandiera) | C     | Hørður Askham            |
| 18 | Fær Øer (bandiera) | C     | Sigurð Poulsen           |
| 19 | Fær Øer (bandiera) | C     | Bárður Olsen             |
| 20 | Fær Øer (bandiera) | D     | Høgni Eysturoy           |
| 21 | Fær Øer (bandiera) | A     | Dánjal Rói Olsen         |
| 22 | Fær Øer (bandiera) | C     | Klæmint Matras (captain) |
| 23 | Fær Øer (bandiera) | C     | Rasmus Sørensen          |
| 24 | Fær Øer (bandiera) | P     | Magnus Emil Poulsen      |
| 25 | Fær Øer (bandiera) | D     | Herbert Jacobsen         |
| 26 | Brasile (bandiera) | A     | Bobo                     |